# Electroforesis en gel con gradiente de desnaturalización

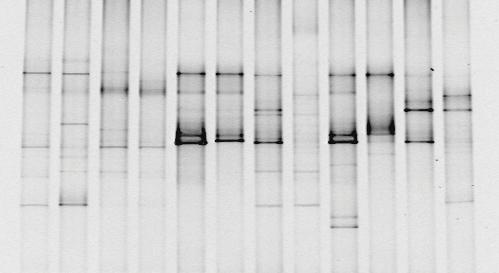
Imagen representativa de la técnica. Imagen negativa de un gel DGGE teñido con bromuro de etidio cargado con fragmentos del gen codificante de ARNr 16S

La electroforesis en gel con gradiente de desnaturalización, también referida como electroforesis en gel desnaturalizante en gradiente, (en el ámbito científico comúnmente referida por su abreviación en inglés: DGGE) es una técnica de huella, rastreo o trazado molecular (vulgarmente conocida en inglés como molecular fingerprinting) usada en diversas disciplinas de la biología y la química, que consiste en la separación de cadenas de ADN de doble cadena dependiendo de su punto de desnaturalización, siendo dicha desnaturalización definida en este caso como la separación de cadenas complementarias de ADN. 

## Origen
La técnica DGGE fue reportada inicialmente en S. G. Fischer y L. S. Lerman. 1983. DNA Fragments Differing by Single Base-Pair Substitutions are Separated in Denaturing Gradient Gels: Correspondence with Melting Theory. PNAS 80:1579-1583. Las modificaciones para analizar poblaciones microbianas basadas en amplificaciones de fragmentos de genes ribosomales fue reportada en: G. Muyzer, E.C. de Waal and A.G. Uitterlinden. 1993. Profiling of complex microbial populations by denaturing gradient gel electrophoresis analysis of polymerase chain reaction-amplified genes coding for 16S rRNA. Appl. Environ. Microbiol., 59:695-700 Hasta la fecha (diciembre de 2006), existen clasificados en el sistema bibliográfico PubMed  más de 1600 publicaciones científicas internacionales con revisión de pares, que mencionan la utilización de la técnica DGGE.

## Fundamento teórico
Un fragmento de ADN de doble cadena puede ser desnaturalizado por medios físicos (temperatura) o químicos (agentes desnaturalizantes como urea). El punto de desnaturalización de tal fragmento de ADN aumentará con el tamaño de la secuencia de nucleótidos que lo conforman, y también por la composición de nucléotidos de la secuencia, que suele aumentar con altos contenidos de Guanina (G) y Citosina (C), aumentando la probabilidad en el incremento de secuencias que lleven consecutivamente G o C. Hay relaciones derivadas de esta relación: secuencias ricas en GC tienen, con sus secuencias de bases complementarias, apareamientos más espontáneos (fenómeno conocido en inglés como Base Stacking) ya que en estos casos, tienen energía de Gibbs más negativa y por tal motivo aumenta la temperatura mínima de fundición (o desnaturalización en este caso, conocido en inglés con la abreviatura Tm) de la secuencia de ADN. Cuando un fragmento de ADN de un determinado tamaño y secuencia se encuentra en las condiciones que producen su desnaturalización, desentorchándose la doble hélice, la migración de dichas cadenas en una electroforesis en gel se detiene o es considerablemente más lenta. Por tal motivo dicha técnica utiliza un gradiente de desnaturalización durante la migración de fragmentos de ADN en un gel de electroforesis con rangos en los cuales sea posible tener estados de ADN de cadena doble iniciales y estados de cadena sencillas denaturadas en algún punto de la migración para un fragmento de un tamaño y una secuencia específica. Generalmente se utilizan dos métodos para crear dicho gradiente desnaturalizante en un gel: por incremento de concentraciones de sustancias desnaturalizantes dependiendo de la distancia recorrida en el gel, o por incremento de la temperatura a través del tiempo en que los fragmentos van migrando a través del gel. En este último caso la técnica suele ser llamada por su abreviación en inglés TGGE.

## Procedimiento
-Se preparan por PCR fragmentos de 200 a 700 pares de bases de la zona de interés.
-Los fragmentos generados se corren en un gel con un gradiente creciente desnaturalizante, por ejemplo, del 15% al 90% de agente desnaturalizante.
-A medida que migra el ADN de doble cadena, hay un momento en que comienza a desnaturalizarse y a formar zonas de cadena única que frenan la migración. Estos bucles hacen cambiar el patrón de migración y pueden depender del cambio de un par de bases.
- Se amplifica la zona de interés por PCR añadiendo al extremo de uno de los cebadores una "grapa" de GC de 40 pb. Esta región ni termina de separarse y mantiene unidas ambas cadenas durante la electroforesis. Otra estrategia es unir covalentemente los extremos con un psolareno.

## Aplicaciones
DGGE es una técnica que hace parte en un grupo heterogéneo de técnicas moleculares conocidas como métodos de rastreo molecular, debido a que permiten discernir diferencias o composiciones discretas entre muestras de moléculas de complejidad variable, y que de otra formas analíticas, serían muy costosas de diferenciar. Así, permiten detectar si existe alguna mutación en el genoma, pero no identificar exactamente de que mutación se trata.  En el caso específico de DGGE, al ser posible discriminar dos cadenas dobles de ADN con el mismo tamaño pero con diferencias en secuencia si la energía necesaria para llegar a su desnaturalización es diferente. DGGE permite entonces definir aproximadamente la cantidad de fragmentos de ADN del mismo tamaño que tienen secuencias con diferente contenido de GC.

DGGE se utiliza en diagnóstico clínico, sobre todo para detectar mutaciones en genes tumorales y polimorfismos de población.
La utilidad de esta diferenciación radica en que esta situación donde hay mezclas de varios fragmentos de ADN con estas características es muy común cuando se amplifican fragmentos de genes utilizando la técnica PCR. Por ejemplo, en ecosistemas abiertos, en mayor o menor grados de diversidad siempre coexisten diferentes tipos de organismos. Si al analizar una muestra de ADN extraído de una muestra ambiental se utilizan iniciadores que aparean en zonas o regiones conservadas de secuencia en una familia génica, se pueden amplificar diferentes secuencias del mismo tipo de gen, pero con gran variabilidad, debido a que provienen de diferentes tipos de organismos. Debido a que todas las especies bacterianas tienen un gen en común muy conservado, el gen ribosomal de la subunidad 16S, y las variaciones en éste gen definen grupos taxonómicos en las bacterias, secuencias de éste gen han sido utilizadas para analizar la composición de comunidades microbianas en muestras ambientales, o también para determinar rápidamente a que taxón pertenece una cepa o aislamiento bacteriano.
Dado que, adicionalmente, la gran mayoría de especies bacterianas que viven en el ambiente no son cultivables en los medios de cultivos disponibles, los métodos independientes de cultivo, como es la amplificación de genes ribosomales a partir de extractos totales de ADN de suelo, son ampliamente utilizados en estudios de ecología microbiana para determinar la composición de tipos de secuencias, que idealmente corresponden a taxones bacterianos diferentes. DGGE se suele utilizar entonces para discernir la complejidad de secuencia en estas amplificaciones con PCR, pudiendo de esta forma comparar muchas muestras en un mismo gel. La forma convencional de determinar dicha complejidad consiste, para cada muestra, en crear una librería génica de los productos de PCR y a partir de los clones, que albergan secuencias únicas en sus vectores, secuenciar transformantes aleatoriamente y luego determinar secuencias idénticas por porcentajes. Por tal motivo DGGE es una forma indirecta de separar estos porcentajes de fragmentos de ADN con secuencias iguales o muy similares en la mezcla de fragmentos, como grupos (o bandas electroforéticas) que se detienen en el mismo punto de denaturación, y por ende simplifica los ulteriores trabajos y costos de secuenciación y análisis comparativos.